# الرابطة البرلمانية 1993–94
الرابطة البرلمانية 1993–94 (بالإنجليزية: 1993–94 Isthmian League)‏ هو موسم من دوري إسثميان. فاز فيه ستيفيناغ بوروه.